# Saint-Laurent-d’Oingt
Saint-Laurent-d’Oingt ist eine Commune déléguée in der französischen Gemeinde Val d’Oingt mit 875 Einwohnern (Stand: 1. Januar 2022) im Département Rhône in der Region Auvergne-Rhône-Alpes. Die Einwohner werden Saint-Laurentais genannt.
Mit Wirkung vom 1. Januar 2017 wurden die ehemaligen Gemeinden Le Bois-d’Oingt, Oingt und Saint-Laurent-d’Oingt zur Commune nouvelle Val d’Oingt zusammengelegt. Sie hat seither den Status einer Commune déléguée. Sie war Teil des Arrondissements Villefranche-sur-Saône und des Kantons Le Bois-d’Oingt.

## Geographie
Saint-Laurent-d’Oingt liegt rund 29 Kilometer nordwestlich von Lyon und etwa zwölf Kilometer westsüdwestlich von Villefranche-sur-Saône im Weinbaugebiet Bourgogne am Fluss Azergues. Umgeben wird Saint-Laurent-d’Oingt von den Nachbarorten Sainte-Paule im Norden, Ville-sur-Jarnioux im Nordosten, Oingt im Osten, Le Bois-d’Oingt im Süden, Saint-Vérand im Südwesten sowie Ternand im Westen.

## Bevölkerungsentwicklung
| Jahr                      | 1962 | 1968 | 1975 | 1982 | 1990 | 1999 | 2006 | 2013 |
| Einwohner                 | 519  | 518  | 531  | 543  | 653  | 726  | 793  | 830  |
| Quelle: Cassini und INSEE |      |      |      |      |      |      |      |      |

## Sehenswürdigkeiten
- Kirche aus dem 15. Jahrhundert, seit 1982 Monument historique
- Kapelle Notre-Dame
- Schloss La Forest aus dem 16. Jahrhundert

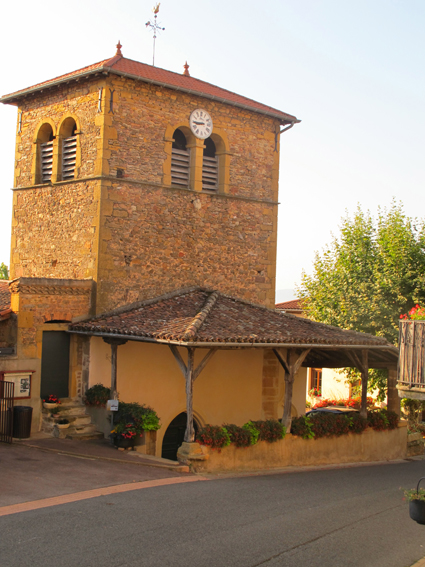
Kirche
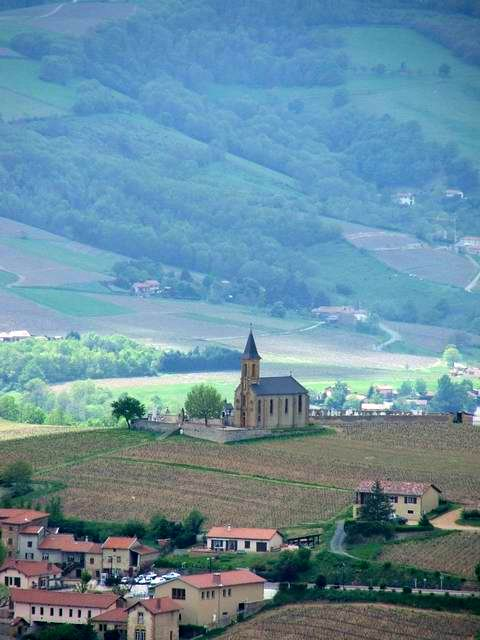
Kapelle Notre-Dame